# Давила, Карлос Лахе
Ка́рлос Ла́хе Дави́ла (исп. Carlos Lage Dávila; род. 15 октября 1951, Гавана, Куба) — кубинский политик. До 2009 года занимал пост вице-президента Государственного совета Кубы (с 1993 по 2009 год), был членом Политбюро Коммунистической партии Кубы и исполнительным секретарём Совета министров Кубы. Лахе называли фактическим премьер-министром Кубы.

## Карьера
Получил образование педиатра, прежде чем начать работу в правительстве Кубы. В начале 1990-х годов стал советником Фиделя Кастро. Его называли отцом всех кубинских экономических реформ. Курировал вопросы энергетики, торговли и валютной политики. Ему также приписывают разработку национальной программы «Энергетическая революция» и сотрудничество с другими странами в этой области. В начале 1990-х годов, в период экономического кризиса, известного на Кубе как «Особый период», он инициировал ряд экономических реформ, допустивших ограниченное владение землёй и развитие малого бизнеса. В более поздний период Лахе договорился о гарантированных поставках субсидируемой нефти из Венесуэлы в обмен на медикаменты и направление до 2000 кубинских врачей и медицинских специалистов для работы в Венесуэле и оказания помощи бедным слоям населения. Эта программа стала частью венесуэльской социальной миссии «Баррио Адентро».
Известен также как академический специалист по истории и политике США, был советником президента Кубы в этой области. Являясь увлечённым читателем трудов по политической теории, он считается экспертом в сравнительной политологии и исследованиях демократии, а также является убеждённым сторонником кубинской политической системы. На международной арене он известен своими беседами с европейскими лидерами.
После ухода Фиделя Кастро с поста президента в начале 2008 года эксперты рассматривали Лахе как одного из возможных преемников, если бы кубинский режим решил отдать предпочтение более молодому лидеру, а не брату Фиделя — Раулю Кастро. 24 февраля 2008 года Рауль Кастро был избран президентом, а Лахе был единогласно переизбран на свою прежнюю должность в качестве одного из заместителей председателя Государственного совета.
2 марта 2009 года правительство Рауля Кастро сняло Лахе с поста исполнительного секретаря Совета министров в рамках масштабной перестановки в кабинете министров. 3 марта Фидель Кастро в своём заявлении подверг критике его и министра иностранных дел Фелипе Переса Роке (не называя их поимённо) за то, что они поддались «сладости власти». 5 марта в опубликованном письме Лахе объявил об отставке со всех партийных и государственных постов — членства в Центральном комитете и Политбюро Коммунистической партии, членства в Государственном совете и депутатского мандата. В этом письме он также признал справедливость критики Кастро и согласился с тем, что допустил ошибки.
После ухода из политики работал на административной должности в крупном госпитале «Хулио Триго» на окраине Гаваны.